# Tu bije serce Europy! Wybieramy hit na Eurowizję
Tu bije serce Europy! Wybieramy hit na Eurowizję fand am 19. Februar 2022 in Warschau statt und war der polnische Vorentscheid für den Eurovision Song Contest 2022 in Turin (Italien). Krystian Ochman gewann den Wettbewerb mit seinem Lied River.

## Format

### Konzept
Ursprünglich war eine interne Auswahl für den polnischen Vertreter beim Eurovision Song Contest 2022 geplant, der zuerst am 2. Januar 2022 bekanntgegeben werden sollte. Dieses Datum wurde dann auf den 15. Januar 2022 verschoben. Am 14. Januar 2022 gab TVP bekannt, dass Krajowe Eliminacje wieder als nationaler Vorentscheid verwendet werden sollte. Wie schon 2016, 2017 und 2018 nahmen zehn Teilnehmer am Vorentscheid teil. Es gab wieder nur eine Sendung, in der der Sieger zu 50 % von einer Jury und zu 50 % vom Televoting bestimmt wurde.

### Beitragswahl
Vom 20. September 2021 bis zum 20. November 2021 hatten Interessierte die Gelegenheit, Beiträge bei TVP einzureichen. Alle Beiträge und Interpreten mussten die Regeln des Eurovision Song Contest erfüllen. Der Beitrag musste nicht vom Sänger selbst komponiert werden. Der Interpret des eingereichten Beitrages musste in Polen leben, aber keine polnische Staatsbürgerschaft haben.

### Ergebnisse
Im Finale wurden nur die Zuschauerstimmen in Prozent bekanntgegeben.

## Teilnehmer
Die zehn Teilnehmer des Vorentscheides wurden am 14. Januar 2022 bekanntgegeben. 2022 nahm eine ehemalige Eurovision-Teilnehmerin am Vorentscheid teil, Lidia Kopania vertrat das Land beim Eurovision Song Contest 2009. Die Gruppe Unmute trug ihren Beitrag komplett in Gebärdensprache vor, da die Gruppe nur aus Personen mit Gehörlosigkeit besteht.

## Finale
Das Finale fand am 19. Februar 2022 statt. Krystian Ochman gewann den Wettbewerb mit seinem Lied River.
| Platz | Startnr. | Interpret                               | Lied Musik (M) und Text (T) | Sprache                      | Übersetzung (Inoffiziell) | Zuschauerstimmen in % |
| ----- | -------- | --------------------------------------- | --- | ---------------------------- | ------------------------- | --------------------- |
| 1.—3. | 7        | Unmute                                  | Głośniej niż decybele M: Michał Król; T: Michał Pakuła | Polnisch (Gebärdensprache)   | Lauter als Dezibel        | —                     |
| 1.—3. | 9        | Krystian Ochman                         | River M: Krystian Ochman, Ashley Hicklin, Adam Wiśniewski, Mikołaj Trybulec; T: Krystian Ochman, Ashley Hicklin                                                   | Englisch                     | Fluss                     | —                     |
| 1.—3. | 10       | Daria                                   | Paranoia M/T: Daria Marcinkowska, Duncan Townsend, Kevin Zuber, Maciej Puchalski                                                                                  | Englisch                     | Paranoia                  | —                     |
| 4.    | 1        | Kuba Szmajkowski                        | Lovesick M/T: Dominic Buczkowski-Wojtaszek, Ewelina Skonieczna, Jan Bielecki, Kuba Szmajkowski, Mateusz Dziewulski, Patryk Kumór, Sven Kolandson, Thomas Karlsson | Englisch                     | Liebeskummer              | 4                     |
| 5.    | 6        | Karolina Lizer                          | Czysta woda M/T: Marcin Partyka, Tomasz Kordeusz | Polnisch                     | Sauberes Wasser           | 3                     |
| 6.    | 2        | Ania Byrcyn                             | Dokąd? M/T: Ania Byrcyn, Patryk Rogoziński, Wojtek Hartman, Szymon Orłowski, Iga Janowiak                                                                         | Polnisch                     | Wohin?                    | 3                     |
| 7.    | 3        | Siostry Szlachta                        | Drogowskazy M/T: Monika Wydrzyńska, Piotr Walicki | Polnisch                     | Wegweiser                 | 3                     |
| 8.    | 5        | Karolina Stanisławczyk feat. Chika Toro | Move M: Peter Pann; T: Chika Toro, Karolina Stanisławczyk | Polnisch, Englisch, Spanisch | Bewegen                   | 2                     |
| 9.    | 8        | Mila                                    | All I Need M/T: Emilia Dębska | Englisch                     | Alles was ich brauche     | 1                     |
| 10.   | 4        | Lidia Kopania                           | Why Does It Hurt M/T: Ylva Persson, Linda Persson | Englisch                     | Warum tut es weh          | 1                     |

 Kandidat hat sich durch das Superfinale qualifiziert.

### Superfinale
| Platz | Startnr. | Interpret       | Lied Musik (M) und Text (T)                                                                                     | Sprache                    | Übersetzung (Inoffiziell) | Zuschauerstimmen in % |
| ----- | -------- | --------------- | --- | -------------------------- | ------------------------- | --------------------- |
| 1.    | 1        | Krystian Ochman | River M: Krystian Ochman, Ashley Hicklin, Adam Wiśniewski, Mikołaj Trybulec; T: Krystian Ochman, Ashley Hicklin | Englisch                   | Fluss                     | 51                    |
| 2.    | 3        | Daria           | Paranoia M/T: Daria Marcinkowska, Duncan Townsend, Kevin Zuber, Maciej Puchalski                                | Englisch                   | Paranoia                  | 39                    |
| 3.    | 2        | Unmute          | Głośniej niż decybele M: Michał Król; T: Michał Pakuła                                                          | Polnisch (Gebärdensprache) | Lauter als Dezibel        | 10                    |